# Baltazar Dias
Baltazar Dias (Madeira, século XVI) foi um poeta, dramaturgo, romancista português e escritor de prosas.
Nasceu no século XVI na ilha da Madeira, desconhecendo-se a data e o local exato onde nasceu. Viveu durante o reinado de D. Manuel I e D. João III chegando ao reinado de D. Sebastião I, época em que Portugal passou por mudanças muito significativas, Lisboa tornou-se capital do Império, levando a uma grande produção artística na altura.
Dramaturgo Contemporâneo do renascimento, caracterizado pela mudança, Baltazar Dias manteve-se sempre um adepto dos princípios medievais, no que toca ao espírito cavaleiresco e o heroísmo de renúncia. Escreveu ainda atos religiosos de devoção e trovas de temática social, isto é os valores que podemos considerar mais tradicionais, mais conservadores, ideia que a vida é um sacrifício, uma espécie de penalização que o homem tem para que depois  possa chegar ao paraíso e ter uma vida plena, isto é vida depois da morte. No entanto, a ideia de respeito, lealdade todos esses valores tipicamente cristãos estão presentes nos atos religiosos de Baltazar Dias.
Em 1536, surge a inquisição em Portugal, uma época muito difícil para alguns artistas devido à censura, levando ao desaparecimento de muitas das obras impressas de Baltazar Dias. Contudo, o dramaturgo conseguiu proteger algumas das suas obras. Das obras que escreveu, a maioria das versões que chegaram até os nossos dias pertencem ao século XVII e XVIII à exceção do Auto do Príncipe Claudiano, de 1542, que sofreu sucessivos cortes de censura.
Baltazar Dias foi um escritor inovador pela sua capacidade de compreender a época em que viveu, recorria a uma linguagem simples e mais emotiva, adaptando-a à natureza das personagens e baseando-se nas tradições populares e eruditas, partindo dos romances carolíngios, escreveu peças com protagonistas do tempo de Carlos Magno. Ao longo da sua escrita baseia-se na tradição erudita que provem essencialmente da França e Espanha. A seu respeito Teófilo Braga na História do Teatro Português refere que "de todos os poetas dramáticos portugueses, é este o mais conhecido e amado pelo povo; tinha o segredo com que fazia entender-se pela grande e ingénua alma da multidão, —era cego."
Foi um importante dramaturgo na arte do teatro, através da conceção de textos, que acabam por ser transformados em teatro, constituídos por didascálias que ajudam a encenação, a organização das suas obras, o recurso a citações dos autores clássicos e bíblicos, o conhecimento da literatura, como o comprova a produção de obras do chamado ciclo carolíngio (v. CORREIA, 1994) e a inserção de um discurso teológico. Todas essas características devem-se ao facto de Baltazar Dias ter pertencido à época da Idade Média e do  Renascimento. Baltazar Dias teve contacto indireto com os textos e obras através de citações, traduções dos gregos, latinos e autores bíblicos que circulavam  na Europa.
Apesar das dificuldades financeiras que tinha, e da falta de rendimentos próprios, Baltazar Dias começou a produzir textos em Lisboa, uma das obras escritas nessa altura foi Conselho para bem casar. No entanto, devido às pestes que destruíam o território, muitos escritores deslocavam-se para fora da cidade, nessa altura ele deslocou-se para Beira, onde viveu durante algum tempo.
Baltazar Dias foi para Lisboa com o objetivo de trabalhar na capital do império, foi assim que criou a maior parte da sua produção escrita. Era um lugar onde o teatro celebrava a majestade de Portugal, em que o Rei e a corte faziam-se passar por autores, em festas, procissões, desfiles e casamentos importantes da corte. O teatro não só tinha um aspeto Lúdico como também servia de propaganda da imagem real (Antunes e Fonseca, 1992). No entanto, com a permanência dos traços medievais, onde a comunidade mantinha a sua pertença cristã,  tradições, manifestações religiosas, orações, missas e procissões. Baltazar Dias viveu numa altura de grandes manifestações culturais no qual havia declamações de trovas nas praças e nos adros das igrejas.
Os seus autos e trovas de tipo burguês, tiveram grande aderência, as pessoas compravam os seus folhetos, porem as obras do dramaturgo foram julgadas como pertencentes ao património popular, por oposição à tradição erudita, de audiência refinada, produzida em ambiente de cultura superior. É justamente à posição contrastiva entre caráter popular e caráter serviço ou erudito, adotada por muitos estudiosos ao longo dos séculos, que se deve em grande parte o desconhecimento e os poucos trabalhos sobre o autor, como refere Maria de Lurdes Correia Fernandes, que, em 2004, verificava que os últimos estudos sobre Baltazar Dias tinham cerca de 20 anos (FERNANDES, 2004: 163).

## Obra
- Auto Breve da Paixão de Cristo (1613)
- Auto da Malícia das Mulheres (1640)
- História da Imperatriz Porcina (1660)
- Auto do Nascimento
- Auto de Santa Catarina
- Auto de Santo Aleixo
- A Tragédia do Marquês de Mântua
- Conselhos Para Bem Casar

Obras perdidas no tempo
- Auto do Príncipe Claudiano (figurava no Index de 1624)
- Trovas de Arte Maior à Morte de D. João de Castro (1548)
- Auto da Feira da Ladra